# 10319 Toshiharu
10319 Toshiharu (1990 TB1) là một tiểu hành tinh vành đai chính được phát hiện ngày 11 tháng 10 năm 1990 bởi A. Takahashi và K. Watanabe ở Kitami.